# Paddington v džungli
Paddington v džungli (v anglickém originále Paddington in Peru) je dobrodružná filmová komedie z roku 2024, kterou režíroval Dougal Wilson a jíž napsali Mark Burton, Jon Foster a James Lamont. Film vznikl v koprodukci Spojeného království, Francie a Spojených států amerických. Jedná se o třetí díl filmové série Paddington, která je založena na příbězích Paddingtona od Michaela Bonda. Ve filmu hrají Hugh Bonneville, Emily Mortimer, Julie Walters, Olivia Colman, Antonio Banderas a Ben Whishaw jako hlas Paddingtona. Ve filmu se rodina Brownových vydává na cestu peruánskou džunglí, aby našla Paddingtonovu tetu Lucy.
Film začal být vyvíjen v únoru 2021, název byl oznámen v červnu 2022. Jedná se o Wilsonův celovečerní filmový debut. Hlavní natáčení probíhalo od července do října 2023 ve Velké Británii, Kolumbii a Peru.
Film byl uveden do kin ve Spojeném království společností StudioCanal 8. listopadu 2024 a získal pozitivní hodnocení kritiků.

## Děj
Paddington dostane dopis z peruánského Domova pro vysloužilé medvědy, ve kterém se píše, že teta Lucy ho postrádá a chová se divně. Paddington se s rodinou Brownových vydává do Peru, kde zjistí, že Lucy zmizela v džungli a zanechala po sobě jen brýle a náramek. V její chatě najde Paddington mapu vedoucí k místu zvanému Rumi Rock, kde pátrání začíná.
Rodina si pronajme loď u kapitána Huntera Cabota a jeho dcery Giny. Hunter si všimne Paddingtonova náramku a zmíní se o bájném městě El Dorado, kde prý staří Peruánci obětovali zlato duchům džungle. Vyprávění o ztraceném městě Huntera posedne a plánuje využít výpravu k jeho nalezení. Po hádce s Ginou oba spadnou přes palubu, loď ztroskotá a Paddington se oddělí od ostatních.
V Rumi Rock se Paddington opět setká s Hunterem a pokračují spolu v cestě za El Doradem. Mezitím Gina vysvětlí Brownovým otcovy úmysly a společně se vydávají Paddingtona zachránit. Paní Bird zjistí, že přívěsek od matky představené je sledovací zařízení, a spolu s ní se vydávají letadlem na pomoc.
Na vrcholku incké pevnosti, kde náramek funguje jako klíč, je napadne Hunter, ale včas zasáhne rodina. Matka představená se odhalí jako Clarissa Cabotová, Hunterova sestřenice, která zmizení Lucy zinscenovala, aby Paddingtona nalákala. Když na ostatní míří zbraní, Hunter ji zneškodní a zbaví se své posedlosti předky. Díky náramku vstoupí do El Dorada, kde Paddington nalezne tetu Lucy. Ta mu vysvětlí, že El Dorado je sad, kde se Paddington narodil, a že náramek kdysi patřil jemu.
Paddington si užívá marmeládovou výrobu s ostatními medvědy, ale nakonec se rozhodne vrátit do Londýna. Hunter se usmíří s Ginou, Clarissa je poslána na Severní pól do domova pro lední medvědy, a několik medvědů z El Dorada navštíví Paddingtona v Londýně. Nakonec se zúčastní divadelní hry "Goldilocks a tři medvědi", kterou ve vězení připravuje Phoenix Buchanan.

## Obsazení
| Ben Whishaw         | Paddington (hlas) |
| Emily Mortimerová   | Mary Brownová     |
| Julie Waltersová    | paní Birdová      |
| Jim Broadbent       | Samuel Gruber     |
| Madeleine Harrisová | Judy Brownová     |
| Samuel Joslin       | Jonathan Brown    |
| Imelda Stauntonová  | teta Lucy         |
| Carla Tousová       | Gina Cabotová     |
| Olivia Colmanová    | Clarissa Cabotová |
| Antonio Banderas    | Hunter Cabot      |
| Joel Fry            | Joe               |